# Szczara
Szczara – rzeka w obwodzie brzeskim і grodzieńskim Białorusi, lewy dopływ Niemna, wchodząca w system Kanału Ogińskiego. Długość - 325 km, powierzchnia zlewni - 6990 km², średnie nachylenie - 0,2‰, spadek - 77,7 m. 
Wypływa z jeziora Kołdyczewo na Wyżynie Nowogródzkiej, wpada do Niemna 2 km na północny wschód od wsi Daszkowce rejonu mostowskiego.
Przez Jezioro Wyganowickie (Święcickie) łączy Kanał Ogińskiego z Jasiołdą w zlewni Prypeci z kolei wpadającej do Dniepru.
Większe dopływy
- prawe: Kołpienica, Lipnica, Myszanka, Łachozwa, Issa i inne
- lewe: Brodnica, Kanał Ogińskiego, Grzywda, Klimówka, Bereza i inne

## Historia
W marcu 1919 roku na rzece Szczara znajdowała się linia frontu między Wojskiem Polskim i Armią Czerwoną.